# Monacos Grand Prix 1985
Monacos Grand Prix 1985 var det fjärde av 16 lopp ingående i formel 1-VM 1985.

## Resultat
1. Alain Prost, McLaren-TAG, 9 poäng
2. Michele Alboreto, Ferrari, 6
3. Elio de Angelis, Lotus-Renault, 4
4. Andrea de Cesaris, Ligier-Renault, 3
5. Derek Warwick, Renault, 2
6. Jacques Laffite, Ligier-Renault, 1
7. Nigel Mansell, Williams-Honda
8. Keke Rosberg, Williams-Honda
9. Thierry Boutsen, Arrows-BMW
10. Martin Brundle, Tyrrell-Ford
11. Jonathan Palmer, Zakspeed

### Förare som bröt loppet
- Niki Lauda, McLaren-TAG (varv 17, snurrade av)
- Riccardo Patrese, Alfa Romeo (16, olycka)
- Nelson Piquet, Brabham-BMW (16, olycka)
- Teo Fabi, Toleman-Hart (16, turbo)
- Ayrton Senna, Lotus-Renault (13, motor)
- Eddie Cheever, Alfa Romeo (10, generator)
- Stefan "Lill-Lövis" Johansson, Ferrari (1, olycka)
- Gerhard Berger, Arrows-BMW (0, olycka)
- Patrick Tambay, Renault (0, olycka)

### Förare som ej kvalificerade sig
- Piercarlo Ghinzani, Osella-Alfa Romeo
- Stefan Bellof, Tyrrell-Ford
- Philippe Alliot, RAM-Hart
- Manfred Winkelhock, RAM-Hart
- Francois Hesnault, Brabham-BMW
- Pierluigi Martini, Minardi-Motori Moderni

## VM-ställning
| Förarmästerskapet 1. Elio de Angelis, Lotus-Renault, 20 2. Alain Prost, McLaren-TAG, 18 Michele Alboreto, Ferrari, 18 3. Patrick Tambay, Renault, 10 | Konstruktörsmästerskapet 1. Lotus-Renault, 29 2. Ferrari, 22 3. McLaren-TAG, 21 |